# Revista
|  | Per a altres significats, vegeu «Revista (gènere teatral)». |

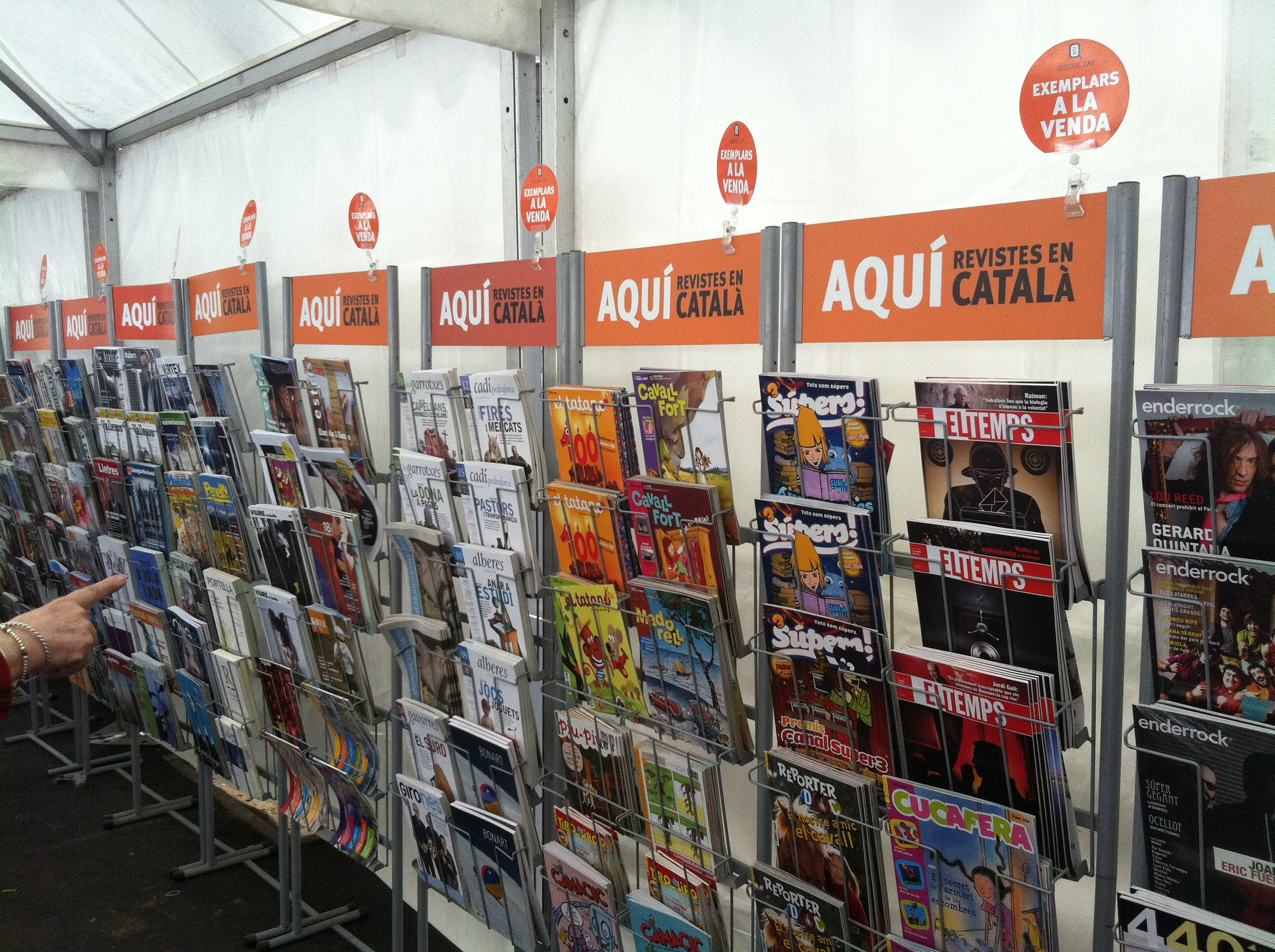
Revistes en català durant la Diada de Sant Jordi de 2014 a Barcelona.

Una revista o un magazín (per la seva denominació en anglès, magazine) és una publicació periòdica, generalment finançada per publicitat o pels lectors. Les revistes són publicacions periòdiques en què intervenen diversos autors, amb intervals regulars d'aparició en números o fascicles. Els fascicles d'un any constitueixen un volum. Les revistes també poden ser electròniques o digitals.

## Història

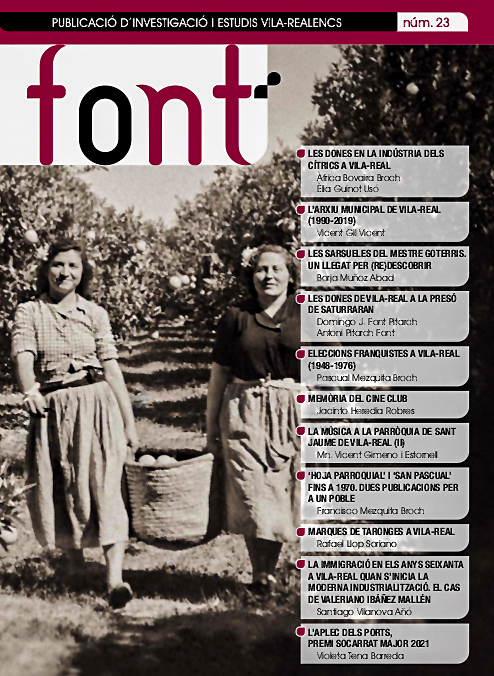
Font, revista d'investigació i estudis vila-realencs

Durant el segle xvii van començar a aparèixer unes revistes en forma d'almanac, que s'editaven per anys i en els quals es lliuraven dades útils sobre el clima, les comunicacions, la població i altres temes informatius, juntament amb prosa literària i poemes de breu extensió. La seva finalitat era amenitzar l'oci dels lectors.
En el transcurs del mateix segle també van néixer els setmanaris, que incloïen descripcions de modes i costums, acompanyades de crítica social i moral. Les primeres revistes reunien una gran varietat de materials per a enfocar interessos particulars.
Una de les pioneres va ser una publicació alemanya: Erbauliche Monaths-Unterredungen (Discussions Mensuals Edificants), que va aparèixer entre els anys 1663 i 1668. Aviat van sorgir-ne altres que es van difondre periòdicament a França, Anglaterra i Itàlia.
Una de les més importants va ser Le Mercure Galant, el 1672, que més tard es va anomenar Le Mercure de France.
Al començament de segle xviii Joseph Addison i Richard Steele van crear The Tatler (1709-1711), que apareixia tres vegades per setmana. L'Enciclopèdia Britànica les defineix com "una col·lecció de textos (assajos, articles, reportatges, poemes), moltes vegades il·lustrada, que apareix a intervals regulars".

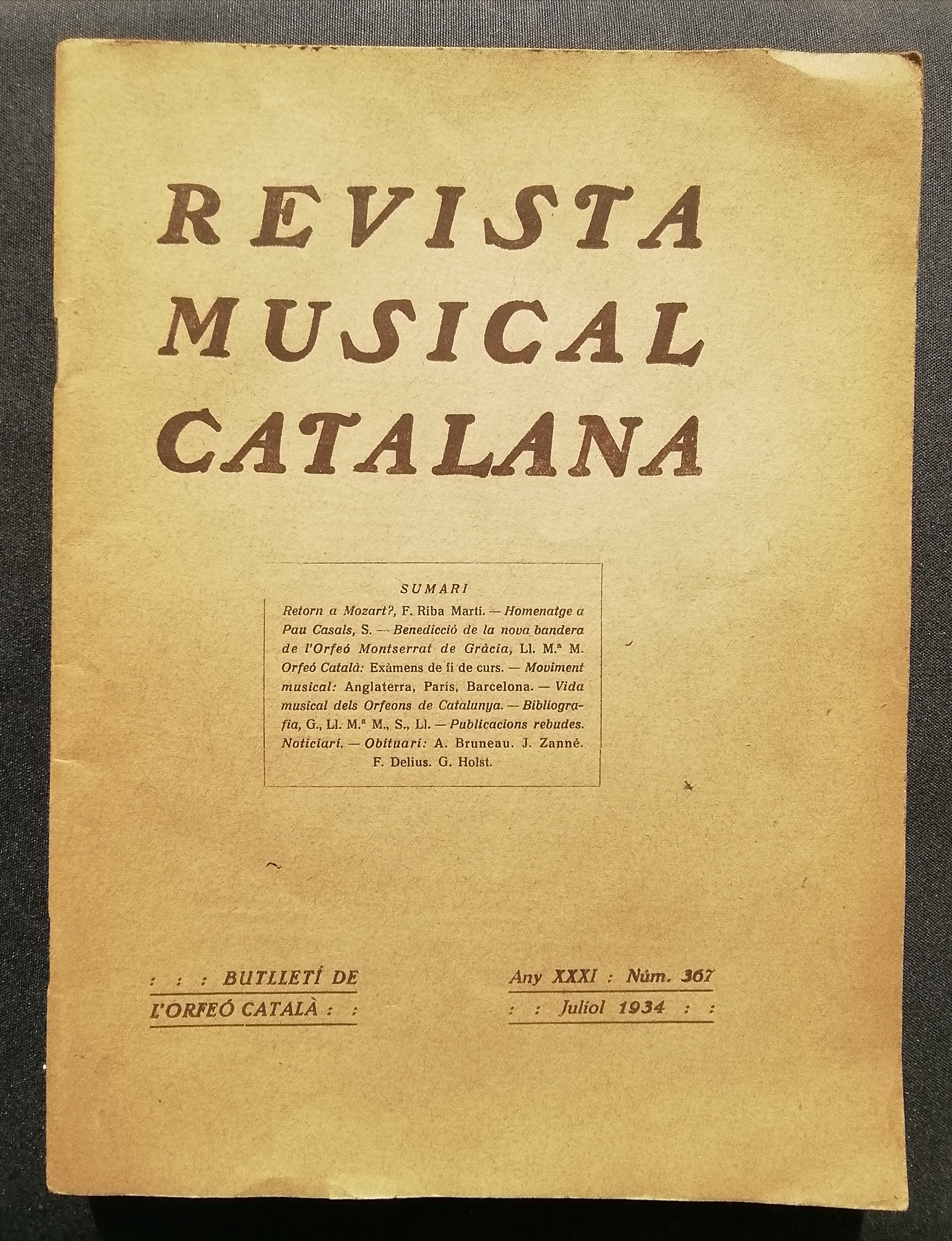
Revista cultural especialitzada en música. Exemplar publicat a Barcelona l'any 1934

Al llarg del segle xx, la publicació de revistes es va consolidar com activitat altament rendible a tot arreu. A causa de la gran expansió de la televisió i els mitjans audiovisuals, sumat a l'augment del cost del paper, moltes revistes van tancar en les dècades dels 60 i els 70. Pot ser que el país on més revistes es publiquen en l'actualitat sigui Japó —on hi ha diversos milers de revistes distintes—, seguit dels Estats Units. És important assenyalar que les revistes si bé van tenir un sorgiment similar al dels diaris, aquestes es van destacar per sorgir a partir de les iniciatives d'una classe intel·lectual i lletrada que pretenien fer èmfasi en certs temes d'interès, especialment els culturals. Avui dia és un dels mitjans escrits més venuts.

### A Catalunya
Des dels antecedents del segle xvii fins a una actualitat marcada per Internet, la societat civil catalana ha trobat en aquests mitjans l'eina per expressar-se.